# Anoratha occidentalis
Anoratha occidentalis là một loài bướm đêm trong họ Erebidae.